# Termessos
|  | No s'ha de confondre amb Telmesos. |

Termessos (grec antic: Τερμησσός) era una ciutat de Pisídia, famosa per la seva inexpugnabilitat com a fortalesa natural i artificial.
Estava situada en un puig de les muntanyes del Taure, a l'entrada d'una vall creuada pel riu Catarractes, i era un nus de comunicacions essencial entre Psídia, Pamfília i Lícia, segons diuen Estrabó, Claudi Ptolemeu, Polibi i Esteve de Bizanci. El cim de la muntanya sobre l'acròpoli es deia Solymos i, segons Estrabó, els habitants de la ciutat es deien solimis. Els seus habitants no eren grecs i Flavi Arrià diu expressament que eren pisidis i bàrbars. La situació de la ciutat feia que estigués penjada per tots els costats, i la via que la creuava passava per una gorja molt estreta que podia ser defensada per pocs individus.
Alexandre el Gran va poder forçar la gorja, però va veure que no podria prendre la ciutat i va continuar la seva marxa, segons Titus Livi. L'any 320 aC el general Alcetes va sofrir una derrota a mans d'Antígon el Borni, i es va haver de retirar a Termessos. Els homes més vells de la ciutat, per por que aquesta caigués en mans d'Antígon, van manar que fos pres i entregat a l'atacant, però Alcetes es va suïcidar. Va passar més tard a sobirania de Roma i va emetre moneda fins al regnat de l'emperador Septimi Sever. Al segle v, era seu d'un bisbat i la ciutat tenia sota la seva jurisdicció les veïnes Jòvia i Eudòcia.
Les seves restes es conserven al lloc anomenat Karabunar Kiui, llogaret situat al peu del puig on hi havia la fortalesa.
A Psídia, va existir una altra ciutat del mateix nom, coneguda com a Termessos menor (Τερμησσός ἡ μικρά 'Termessós hé mikrá'), diu Esteve de Bizanci.